# Герб Електрогорська
Герб Електрогорська є одним із символів міста, разом із прапором.
Його було затверджено 18 січня 1996 року.

## Опис герба
У лівій верхній частині щита на червоному полі, обмеженому золотою лінією розташовано Герб Московських земель з зображенням Георгія Переможця, який обернутий вліво. Це данина традиції, яка символізує приналежність міста до Московської області. Основне поле щита зеленого кольору, який символізує ліса та поля, які оточують місто. Впоперек зеленого поля Герба проходить широка блакитна смуга, яка поділена п'ятьма золотими з білим лініями, що символізують електропередачі. Поле щита та блакитну смугу пересікає червона біла стріла, обмежена золотими лініями, яка символізує електричний розряд. Стріла скерована з верхнього правого кутка герба у нижній лівий. У правому нижньому кутку герба розташовані три коричневі цеглинки торфу, також обмежені золотими лініями.  

## Розробка герба
Герб був розроблений у результаті конкурсу, який провела міська адміністрація у 1995 році. Автор проекта-переможця – Володимир Іванович Нарубанський.